# 小日向茜
小日向 茜（こひなた あかね、11月24日 - ）は、日本の女性声優、歌手。福岡県北九州市出身。アミュレートに所属していた。

## 人物
2008年11月22日、アフィリア・サーガ・イースト（のちに「アフィリア・サーガ」に改名）の結成メンバー「コヒメ・リト・プッチ」として芸能界デビュー。
2013年、声優としてソロ活動開始。別名義「小日向 茜」を併用するようになる。
2017年6月3日、ディファ有明でのワンマンライブをもって「アフィリア・サーガ」を卒業。これを機に芸名を小日向茜に一本化。

## 出演

### テレビアニメ
2013年
- 俺の脳内選択肢が、学園ラブコメを全力で邪魔している（女子生徒）

2014年
- 棺姫のチャイカ（ハスミン・ウーロ）
- 風雲維新ダイ☆ショーグン（湯女A）

2015年
- ISUCA（相馬茉莉、女子）
- 対魔導学園35試験小隊（ダーインスレイヴ、ナハト）

2016年
- スカーレッドライダーゼクス
- ナースウィッチ小麦ちゃんR （たま子）

2017年
- CHAOS;CHILD（ハルカ）
- 武装少女マキャヴェリズム（蝶華・U・薔薇咲、女教師）
- 終末なにしてますか? 忙しいですか? 救ってもらっていいですか?（アルミタ）

### ゲーム
- 天華百剣 -斬-（博多藤四郎）
- エンゲージプリンセス（リンリン）
- Relayer（アルニラム[9]）

### 舞台
2017年
- バック島・ザ・フューチャー（津田由梨絵）
- Sympathy for the Devil（鬼の子）
- リングのリア王！？（クィーン理亜）
- 苦闘のラブリーロバー（あいあい）

2018年
- 闘争・オブ・ザ・リング（望月若葉）
- 舞台『乱歩奇譚 Game of Laplace～パノラマ島の怪人～』（4月13日 - 22日、新宿シアターサンモール）（ミナミ）
- 男捨離（お久）
- クロジ第17回公演『いと恋めやも』（8月22日 - 26日、全労済ホール スペース・ゼロ）（緋桜院撫子）
- ヱビスの女王様（てんてん）
- ご町内デュエル（さとみ）

2019年
- 紫羅欄花〜私を信じて〜（大聖寺吉乃）
- 未練駅（荒巻葵）
- 2人芝居「ニューヨーク＆アイラブユー」
- ノック・オーバー！！（野本ひかり）
- 僕と死神2019（鈴村香澄）
- 声（寺本麗奈）

2020年
- チェンジオブワールド（智子）

### テレビ
- アイドル都市伝説#19「ひきこさん」（PigooHD）主演
- アフィリア・サーガ・クエスト!（エンタ!371）
- トップアイドル育成バラエティーD☆D~だれでもだいすき!（テレ玉）
- アイドル界隈（テレビ愛知）
- つんつべ♂（TOKYO MX）

### ラジオ
- アフィリア・サーガの魔法学院放送部（超!A&G+）
- あふぃラジ～魔法学院特別授業（ラジオ関西）
- カドラジ（HiBiKi Radio Station）

### 雑誌
- ヤンヤン（徳間書店）
- 声優グランプリ（主婦の友インフォス情報社）
- BOMB（学研パブリッシング）
- Top Yell（竹書房）
- アイドルスポット（株式会社フレオ）
- キュン!（トラッシュ）

### ライブ
- Animelo Summer Live 2012 –INFINITY∞-（さいたまスーパーアリーナ）
- TOKYO IDOL FESTIVAL 2010 – 2012（お台場・青海特設会場）
- Live5pb. 2009 – 2012（TOKYO DOOM CITY HALL※旧JCBホール他）
- nonstop アニソントレイン 祭 2012 in 大阪（大阪城 西の丸庭園）
- FES IWAO 2012 SUMMER supported by TOHOgakuen（SHIBUYA-AX）
- @JAM the Field vol.2（SHIBUYA-AX）シークレットゲストとして参加
- 新春アイドル横町祭～2013～（渋谷公会堂）

### その他コンテンツ
- パチスロ シンデレラブレイド2（2014年、シャノン） - 「コヒメ・リト・プッチ」名義
- 師匠シリーズ「丘陵研究会へようこそ」（音田響花）（2021年-）

## ディスコグラフィ

### キャラクターソング
| 発売日        | 商品名      | 歌                                                                         | 楽曲                       | 備考                          |
| ------------- | ----------- | -------------------------------------------------------------------------- | -------------------------- | ----------------------------- |
| 2020年4月29日 | 百華繚乱 弐 | にっかり青江（田中ちえ美）、博多藤四郎（小日向茜）、紅葉狩兼光（花井美春） | 「パジャマおしゃべリズム」 | ゲーム『天華百剣 -斬-』関連曲 |